# Igor Bališ
Igor Bališ (Križovany nad Dudváhom, 5 de janeiro de 1970) é um ex-futebolista eslovaco que atuava como lateral-direito ou ponta-direita.

## Carreira
Tornou-se profissional em 1988, no Spartak Trnava, sendo emprestado ao FC Karlovy Vary na temporada 1990–91 para ganhar experiência. Voltou ao Trnava em 1991, sendo campeão da  Copa da Eslováquia de 1997–98 e da Supercopa Eslovaca de 1998. Estes foram os únicos títulos de Bališ em 21 anos de carreira.
Em 1999–00 defendeu o Slovan Bratislava antes de se mudar para a Inglaterra, sendo contratado pelo West Bromwich Albion por 150 mil libras. Na penúltima partida da segunda divisão inglesa em 2001–02, cobrou um pênalti sobre o Bradford City, que colocou os Baggies próximos do acesso para a Premier League de 2002–03. A torcida do WBA transformou 13 de abril (dia do jogo) no Igor Bališ Day, como forma de reconhecimento pelo gol do lateral-direito.
Após 3 anos, Bališ deixou o West Bromwich após uma crise de zumbido e continuou a carreira em equipes das divisões de acesso da Eslováquia (DAC Dunajská Streda, OŠK Križovany nad Dudváhom e Horses Šúrovce) e da Austria (ASV Deutsch Jahrndorf e ASV Neudorf/Parndorf), deixando os gramados em 2009, aos 39 anos.

## Carreira internacional
Não chegou a representar a seleção da Tchecoslováquia, tendo defendido a Eslováquia em 41 jogos entre 1995 e 2001, fazendo sua estreia num amistoso contra a República Checa, marcando seu único gol pela seleção na partida frente ao Chile, em fevereiro de 2000.

## Títulos
Spartak Trnava
- Copa da Eslováquia: 1997–98
- Supercopa Eslovaca: 1998

### Individuais
- Melhor onze do Campeonato Eslovaco: 1995, 1997[4]